# Kota Parit
Kota Parit is een bestuurslaag in het regentschap Rokan Hilir van de provincie Riau, Indonesië. Kota Parit telt 4713 inwoners (volkstelling 2010).